# Всеукраїнське об'єднання
Всеукраїнське об'єднання — вид господарчого об'єднання що виникає при добровільному об'єднанні підприємств, компаній, юридичних осіб з метою спільної діяльності, координації дій, забезпечення захисту своїх прав, представлення спільних інтересів в інших організаціях, закладах, установах.

## Найбільші Всеукраїнські об'єднання України
- ВО «Батьківщина»
- ВО «Свобода»
- ВО «Громада»
- ВО «Центр»